# Stygomomonia riparia
Stygomomonia riparia är en kvalsterart som beskrevs av Herbert Habeeb 1957. Stygomomonia riparia ingår i släktet Stygomomonia och familjen Momoniidae. Inga underarter finns listade i Catalogue of Life.